# Elektrofizjologia
Elektrofizjologia (z stgr. ἥλεκτ, ēlektron, "elektron"; φύσις, physis, "natura"; λόγος, lόgos, "nauka") jest działem fizjologii, zajmującym się badaniem własności elektrycznych żywych komórek i tkanek. Obejmuje pomiary zmian napięcia lub natężenia prądu na wielu poziomach: od białek pojedynczego kanału jonowego do całych organów, np. serca. 
W neurologii obejmuje pomiary aktywności elektrycznej neuronów, a w szczególności aktywności  ich potencjału czynnościowego. Zapisy wielkoskalowych sygnałów elektrycznych z układu nerwowego, takie jak elektroencefalografia (EEG) czy elektrokardiografia (EKG), można również nazwać zapisami elektrofizjologicznymi. Są one użyteczne zarówno w diagnostyce medycznej jak i w monitoringu pacjentów, np. na oddziale intensywnej opieki medycznej.